# Lijst van personages uit Roodbaard

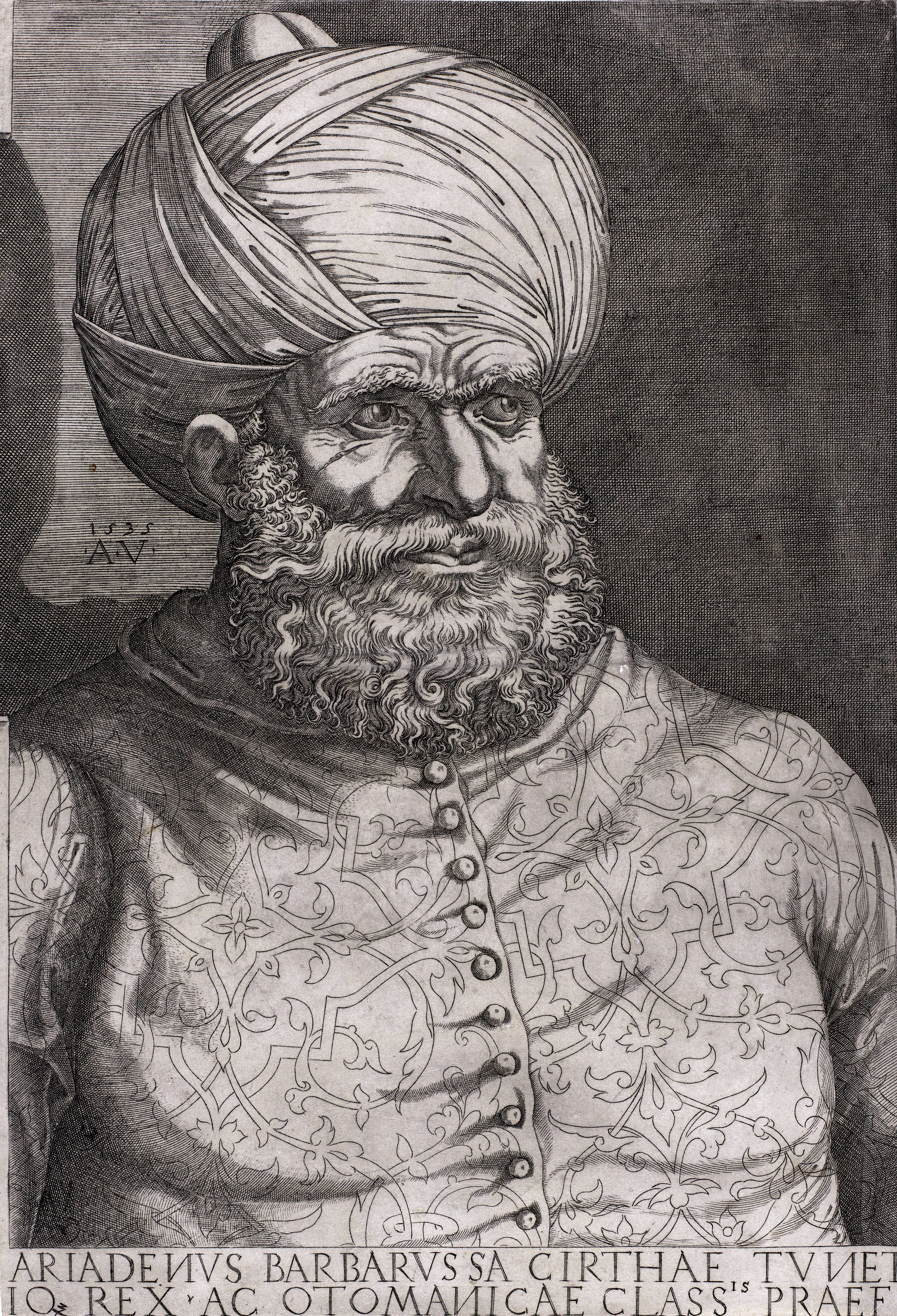
Khair ad Din Barbarossa (±1475-1546), een van de kapers die diende als inspiratiebron voor het Roodbaard-personage.

Dit is een lijst van personages uit de stripreeks Roodbaard van Jean-Michel Charlier en Victor Hubinon.
De meeste hiervan zijn verzonnen, maar de volgende personages hebben werkelijk bestaan: Henry Morgan, Jean-Baptiste Le Moyne de Bienville, Soliman Pacha, Joseph François Dupleix, Robert Clive, Anne Bonny. Daarnaast zijn in een terugblik te zien: Diego Velázquez, Olivier Levasseur, Mary Read.

## Hoofdpersonages
- Roodbaard is een piraat die de wereldzeeën onveilig maakt met zijn schip de Zwarte Valk en zijn bemanning. Zijn echte naam is volgens de spin-offserie De jonge jaren van Roodbaard Jean-Baptiste Cornic. Hij is een Fransman die na wat teleurstellingen in zijn leven zijn naam veranderde in Roodbaard. Hij weet veel schepen te veroveren maar ook uit hachelijke situaties te komen.
- Erik Lerouge is de aangenomen zoon van Roodbaard. Deze had hem gevonden in een van zijn veroverde schepen, en hij gaf hem de naam Erik. Erik walgt echter van zijn vaders piratenbestaan. Hij laat hem echter nimmer in de steek, en weet hem vaak uit benarde situaties te halen. De echte naam van Erik luidt Thierry de Montfort; hij stamt af van een adellijk Frans geslacht. (hij leefde ook een tijdje onder de schuilnaam Joâo de Sao Martin y Marquēs)
- Driepoot (zo genoemd omdat hij een houten been heeft en een stok; zijn echte naam is Joseph Velu) is de rechterhand van Roodbaard en tevens uitvinder, geograaf, chirurgijn en een groot strateeg. Meestal weet hij wel raad als Roodbaard het niet meer weet.
- Baba is een gewezen slaaf, die door Roodbaard van de plantages werd bevrijd. Hij is een trouw dienaar van zowel Roodbaard als Erik en wijkt geen moment van hun zijde. Hij is sterk als een os en zwemt als een dolfijn. Hij kan de "r" niet uitspreken.

## Andere personages

### Franse personages
- Louis de Montfort, vader van Erik; kwam om tijdens overval van Roodbaard. (album #1)
- Brigitte de Montfort, moeder van Erik; kwam om tijdens overval van Roodbaard. (album #1)
- Gebroeders Kermadieu, reders te Saint-Malo van de schepen Belle Jeanne en Spotvogel, waarvan Erik kapitein was. (albums #3, #18)
- Piet de Kraker, eerste stuurman van de Spotvogel, stierf toen het schip explodeerde. (album #3)
- Jonas de Gevezon, tweede stuurman van de Spotvogel, die zich de lading van het schip toe-eigende en Erik hiervan de schuld gaf. Moest vluchten toen dit uiteindelijk uitkwam. (album #3)
- Notekraker, Bretonse stuurman in dienst van Erik. (album #6)
- Etchegary, Bretonse officier in dienst van Erik die omkwam bij de vulkaanuitbarsting op Duivelseiland. (album #9)
- Stark le Noir, piratenhoofdman uit Tortuga die in de Everglades omkomt. (albums #9, #10)

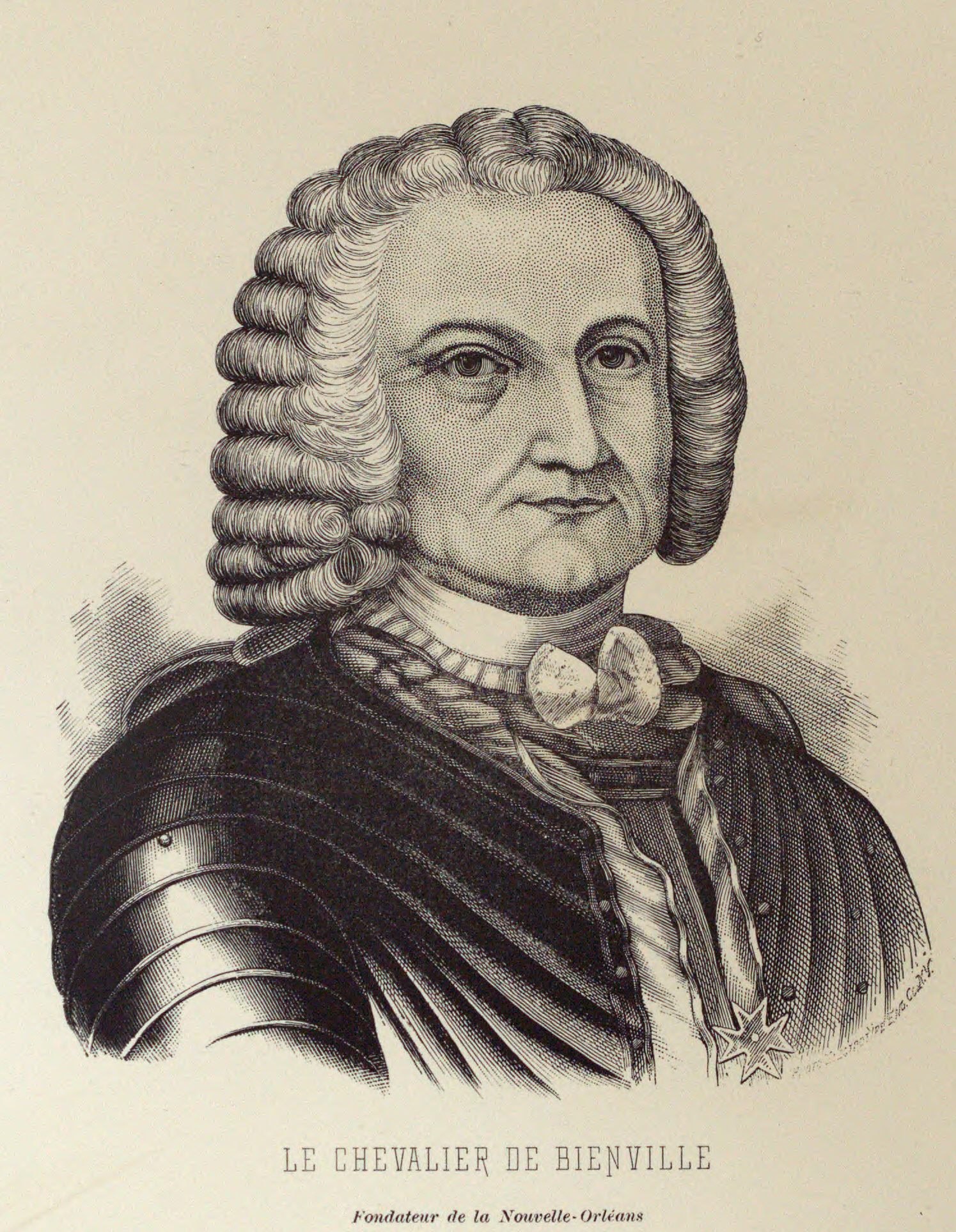
Gouverneur de Bienville (1680-1767)

- Jean-Baptiste Le Moyne de Bienville, de Franse gouverneur van Louisiana. (album #11)
- Graaf d'Espargel, Frans edelman die Erik vergezelt naar San Juan. Wanneer blijkt dat hij een Engels spion is, laat Roodbaard hem ophangen. (album #12)
- Judas, bijgenaamd de Zwarte Hond, een voormalig kapitein van Roodbaard die zijn baas aan de Engelsen heeft verraden en regeerde over de laatste afstammelingen van de Azteken. Hij werd uiteindelijk doodgeschoten door Roodbaard. (album #13)
- Caroline de Murators, kleinkind en enige erfgenaam van de hertog van Mantoue. (albums #14, #15, #19)
- Ferdinand Charles IV, hertog van Mantoue. (albums #15, #19)
- Graaf van Argout, beheerder van de landgoederen van Montfort. Hij probeert Erik te laten vermoorden, die hem in een tweegevecht doodt. (album #17)
- Lenoir, bediende van de graaf van Argout die uiteindelijk door Roodbaard gedood wordt. (album #17)
- Solange de Breteuil,nichtje van Lenoir: zij zortgt ervoor dat Erik in de Bastille belandt wegens verraad. (album #17)
- Kermadec, Bretonse hoofdkanonnier van de Zwarte Valk. (albums #25, #26, #28, #29, #30)

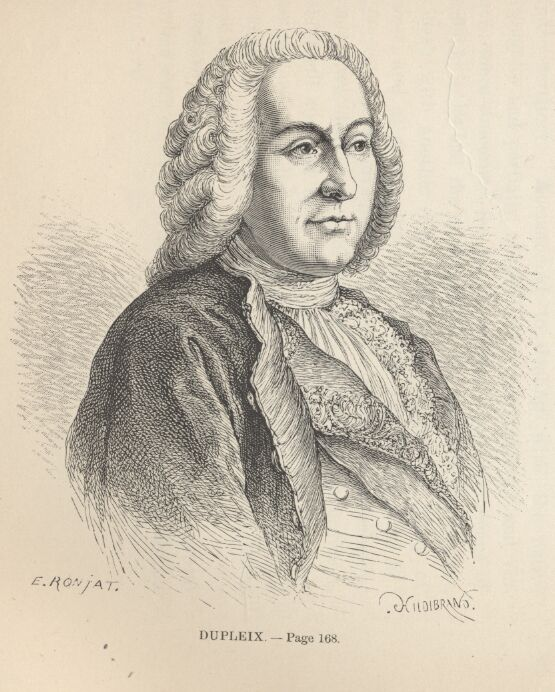
Joseph Dupleix (1697-1763)

- Joseph François Dupleix, gouverneur van de Franse kolonie in India. (albums #25, #26)
- Kolonel Barsac, door Dupleix aan de Zwarte Valk toegewezen militair. (album #25)
- Yann Louannec, enige overlevende van het door de Genadeloos aangevallen koopvaardijschip La Vive. Hij kwam uit Treguier en was eerder piraat onder Olivier Levasseur. (album #28)
- Anne Levasseur, dochter van Olivier Levasseur en kapitein van de Genadeloos. (album #28)
- Pierre de Mandave, markies en commandant van Fort Dauphin. (album #28)
- De Roffet, gouverneur op Île de la Gonâve. (album #29)
- De Pointis, commandant van Fort de Rocher op Schildpadeiland. (albums #29, #31)
- Tranche-Boeuf, veehouder op Schildpadeiland. (album #29)
- De Slemper, piraat uit de Cayemites. (album #29)
- Joli-Coeur, voormalig matroos van Roodbaard die uit Panama was gevlucht en door Erik werd gered. (album #30)
- Danel, hoofd van de Franse factorij op Cap Français. (album #31)
- Manon, verloofde van Erik. (album #32)
- Le Hir, bootsman op de Dauphin onder kapitein Erik Lerouge die later door Baba wordt gedood. (album #32)
- Guillaume le Rond d'Alembert, Frans astronoom die in Machu Picchu door een oude Inka-valstrik sterft. (albums #32, #33)
- Lecam, matrozenleider op de Dauphin die uiteindelijk door Anny Read wordt vermoord. (album #32)

### Spaanse personages
- Don Enrique, zoon van de Spaanse onderkoning van Nieuw-Spanje. (albums #1, #7, #8, #11)
- Morales, de verraderlijke eerste stuurman van de Zwarte Valk die Roodbaard in de steek liet bij de aanval op Vera Cruz en de Zwarte Valk inpikte en op Dodemanseiland door Roodbaard werd gedood. (albums #5, #6)
- Don Antonio Guzman, vertrouweling van de Spaanse onderkoning. (album #7)
- Gravin Dolores Guzman de Peralda y Almontès, ook wel Doña Ines genoemd, de nicht en verloofde van Don Enrique, de zoon van de Spaanse onderkoning. Ze werd van haar zinkende schip gered door Erik. Wanneer Erik in Cartagena in de gevangenis belandt, redt zij hem en brengt hij haar terug naar Spanje. (album #7, #8)
- Alvarez, bijgenaamd de "Schorpioen", piratenkapitein die de Zwarte Valk had gestolen. Stierf aan de gevolgen van een haaienbeet. (album #13)
- Gouverneur Oliviera, gouverneur van Jamaica die met de piraat Judas, bijgenaamd de Zwarte Hond, onder een hoedje speelde. Deze doodde Oliviera toen die hem verraden had. (album #13)
- Alvaredo, kapitein van de slavenhaler Cruz del Sul, die tijdens een gevecht met Erik in zee viel en door haaien werd gedood. (album #18)
- Cobra, kaperkapitein uit Tortuga. (album #18)
- Diego Velázquez, gouverneur in Nieuw-Spanje. (album #20)
- Don Scarpato, monnik die de Spaanse troepen aanvoerde op zoek naar de Aztekenschat. (albums #20, #21, #23, #24)
- Broeder Anselmo, helper van Don Scarpato. (albums #21, #23, #24)
- Don Luis Ovando, veroveraar van Schildpadeiland. (album #29)
- Enrique, matroos van Erik, afkomstig van de Canarische Eilanden. (album #29)
- Garcia y Pena, Catalaans kapitein die bij de tweede confrontatie met hem door Erik werd gedood. (album #29)
- Anna-Maria de Guzman, door Erik van een op hol geslagen koets geredde dochter van de Spaanse gouverneur. (album #30)
- Pedro de Cuervas, gouverneur van Puert Bello. (album #30)

### Engelse personages

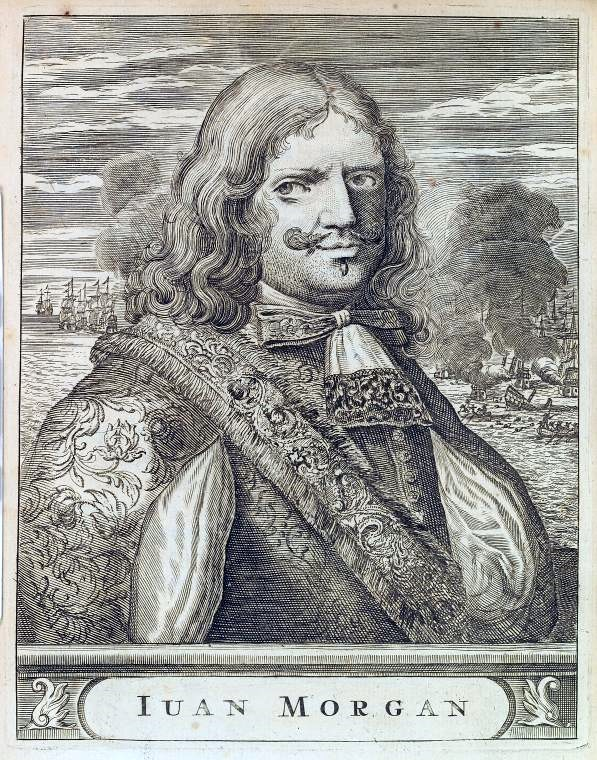
Henry Morgan (1635-1688)

- Dalkeith, medeleerling van Erik aan de koninklijke zeevaartschool in Londen, zoon van door Roodbaard gedode Engelse kapitein. (album #2)
- Castlereigh, medeleerling van Erik aan de koninklijke zeevaartschool in Londen. (album #2)
- Henry Morgan, een piraat die jaren voor Roodbaard de zeeën onveilig maakte. (album #5)
- Commodore Cedar Buddinglow, alcoholistische bevelhebber van de Royal Oak, het vlaggenschip van het Engels-Spaans-Hollandse eskader dat werd samengesteld om Roodbaards basis op Duivelseiland te vernietigen. (album #9)
- Samuel Phips, gouverneur van Grote Kaaimaneiland. (albums #20, #21)
- John Duncan, verbindingsman tussen de zeerovers en de Engelsen. (album #25)
- Robert Clive, strateeg en tegenstrever van de Franse gouverneur in India. (album #26)
- John Whampton, majoor uit Saint-Augustin. (album #28)
- Luitenants Blake en Tracy, officieren onder majoor Whampton. (album #28)
- Richard Crooke, gouverneur van Saint-Augustin. (album #28)
- Francis Talbot, piraat uit Schildpadeiland, bijgenaamd "de Duivel". Hij wordt uiteindelijk door Erik gedood. (album #31)
- Anny Read, compagnon en geliefde van Roodbaard. Ze blijkt uiteindelijk de dochter van Mary Read en stiefdochter van Anne Bonny te zijn. (albums #32, #33, #34, #35)
- Meade Falkner, Engelse baron en smokkelaar, die uiteindelijk door Anny Read werd gedood. (albums #34, #35)
- Mary Read, pirate en moeder van Anny Read. (album #35)

### Andere Europese personages

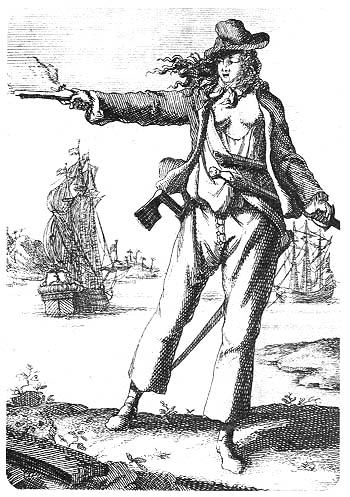
Anne Bonny (1697-1720)

- Lourenço, Portugese kwartiermeester van de Sperwer die spioneert voor de Engelsen. (album #11)
- Orfano Ruggieri, Italiaanse dienaar van baron Spada, die het hertogdom Mantoue aan de Oostenrijkers wil toespelen. Hij verraadt Spada, die hem doodt. (albums #14, #15, #16, #19)
- Baron Spada, Italiaanse dienaar van hertog Ferdinand Charles IV, een intrigant die het hertogdom Mantoue aan de Oostenrijkers wil toespelen. Nadat hij de kleinochter van de hertog gijzelt, wordt hij door Driepoot doodgeschoten. (albums #14, #15, #19)
- Piet Gouda, Hollandse handlanger van Samuel Phips. (albums #20, #23, #24)
- Morgan, piratenhoofdman uit Tortuga. (albums #20, #21, #24)
- Raggen, kapitein in dienst van gouverneur Phips van Grote Kaaimaneiland. (albums #20, #21)
- Schouten, concurrent van Roodbaard die ook op jacht is naar de Inkaschat en in Machu Picchu door een oude Inka-valstrik sterft. (albums #32, #33)
- Carlos Calçada, Portugees wachtmeester die Roodbaard en Schouten betrapt in de Universiteit van Coimbra. (album #32)
- Anne Bonny, Ierse pirate en stiefmoeder van Anny Read. (albums #34, #35)

### Afrikaanse personages
- Aïcha, zuster van Baba, hielp Erik uit Algiers te ontsnappen. (albums #3, #16)
- Omar-el-Hadj, Moorse piraat uit Corsica. (album #4)
- Khar-el-Eidin, Turkse admiraal die door Erik gevangen wordt genomen op Kreta. (album #4)
- Khayr-el-Djaïr, Moorse piratenkapitein uit Algiers. (albums #14, #15, #16, #19)
- Kolibango, opperhoofd der Batateken en bloedbroeder van Erik. (album #18)
- Mokotéké, koning der Banga-stam. (albums #22, #25)
- Ogooué, Mokotékés neef. (albums #22, #25)
- Mongo, zoon van Mokotéké en leider der opstandelingen in Jamaica. (album #25)
- Koko, neef van Baba uit Benin die nu op Jamaica woont. (album #31)

### Amerikaanse personages
- Anahoek, zoon van Vuurlands stamhoofd. (album #6)
- Concha, Creoolse vriendin van Morgan. (albums #20, #21, #24)
- Moroni, Indianen-hoofdman der Macumba's. (albums #21, #23, #24)
- Joao, Braziliaanse scheepsjongen van Erik. (albums #29, #30)
- Zoreole (echte naam Gonzalo), spion voor de Spanjaarden bij de Franse gouverneur Le Roffet. Bijnaam: "De Jakhals". (album #29)

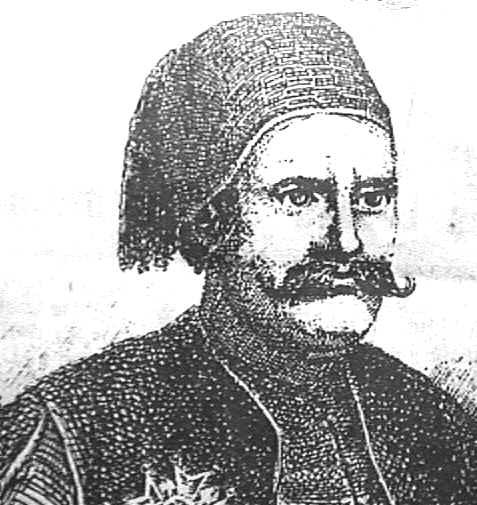
Soliman Pacha (1788-1860)

### Aziatische personages
- Soliman Pacha, admiraal van de Turkse vloot. (album #19)
- Jahal, Indische zeerover die met de Engelsen samenwerkt. (album #25)
- Sabriz, beeldschone Perzische prinses, dochter van Karim Shah. (album #26)
- Tulaji, heerser van het Maratharijk. (album #26)
- Haydar Ali, Radja van Cornatic en bondgenoot van Frankrijk. (album #26)
- Kharta, vrouw die de baas is op het eiland Moroni en bondgenote van Anne Levasseur. (album #28)